# Rząd Sauliusa Skvernelisa
Rząd Sauliusa Skvernelisa – siedemnasty rząd Republiki Litewskiej od ogłoszenia niepodległości w 1990.
Gabinet powstał po wyborach parlamentarnych z 9 i 23 października 2016, wygranych przez Litewski Związek Rolników i Zielonych (LVŽS). Ugrupowanie to podpisało porozumienie koalicyjne z Litewską Partią Socjaldemokratyczną (LSDP) dotychczasowego premiera Algirdasa Butkevičiusa, wysuwając kandydaturę Sauliusa Skvernelisa na nowego premiera. 15 listopada 2016 prezydent Dalia Grybauskaitė desygnowała go na to stanowisko. Tydzień później Sejm zatwierdził jego wybór na urząd premiera (większością 90 głosów za przy 4 przeciw i 33 wstrzymujących się). Gabinet rozpoczął urzędowanie 13 grudnia 2016 po zatwierdzeniu programu rządowego przez Sejm i zaprzysiężeniu członków rządu.
W ramach porozumienia LVŽS objął większość resortów, socjaldemokraci wysunęli kandydatów na ministrów spraw zagranicznych, gospodarki oraz sprawiedliwości. We wrześniu 2017 LSDP przegłosowała wystąpienie z koalicji, jednakże jej frakcja poselska większością głosów opowiedziała się za pozostaniem w większości rządowej. Na jej bazie powstała następnie prorządowa Litewska Socjaldemokratyczna Partia Pracy (LSDDP).
W reakcji na porażkę w pierwszej turze wyborów prezydenckich z maja 2019 Saulius Skvernelis zapowiedział ustąpienie z urzędu premiera w lipcu tegoż roku. W lipcu zadeklarował jednak pozostanie na tym stanowisku. Doszło też do poszerzenia koalicji rządowej, którą oprócz LVŽS i LSDDP uzupełniły Akcja Wyborcza Polaków na Litwie – Związek Chrześcijańskich Rodzin (AWPL-ZChR) oraz Porządek i Sprawiedliwość (TT). W sierpniu 2019 przeprowadzono rekonstrukcję gabinetu (związaną z koniecznością dymisji rządu po wyborach prezydenckich). We wrześniu 2019, po rozpadzie frakcji TT, do większości rządowej dołączyła nowa grupa poselska „Lietuvos gerovei” (która również rozpadła się przed końcem kadencji).
Gabinet zakończył działalność 11 grudnia 2020, gdy po kolejnych wyborach parlamentarnych powstał rząd Ingridy Šimonytė.

## Skład rządu
| Funkcja                           | Minister               | Partia    | Okres urzędowania | Okres urzędowania    |
| Funkcja                           | Minister               | Partia    | od                | do                   |
| --------------------------------- | ---------------------- | --------- | ----------------- | -------------------- |
| premier                           | Saulius Skvernelis     | LVŽS      | 13 grudnia 2016   | 11 grudnia 2020      |
| minister edukacji, nauki i sportu | Jurgita Petrauskienė   | bezp.     | 13 grudnia 2016   | 7 grudnia 2018       |
| minister edukacji, nauki i sportu | Algirdas Monkevičius   | bezp.     | 15 stycznia 2019  | 11 grudnia 2020      |
| minister energetyki               | Žygimantas Vaičiūnas   | bezp.     | 13 grudnia 2016   | 11 grudnia 2020      |
| minister finansów                 | Vilius Šapoka          | bezp.     | 13 grudnia 2016   | 11 grudnia 2020      |
| minister gospodarki i innowacji   | Mindaugas Sinkevičius  | LSDP      | 13 grudnia 2016   | 12 października 2017 |
| minister gospodarki i innowacji   | Virginijus Sinkevičius | LVŽS      | 27 listopada 2017 | 30 listopada 2019    |
| minister gospodarki i innowacji   | Rimantas Sinkevičius   | LSDDP     | 30 czerwca 2020   | 11 grudnia 2020      |
| minister komunikacji              | Rokas Masiulis         | bezp.     | 13 grudnia 2016   | 20 sierpnia 2019     |
| minister komunikacji              | Jarosław Narkiewicz    | AWPL-ZChR | 20 sierpnia 2019  | 11 grudnia 2020      |
| minister kultury                  | Liana Ruokytė-Jonsson  | LVŽS      | 13 grudnia 2016   | 21 grudnia 2018      |
| minister kultury                  | Mindaugas Kvietkauskas | bezp.     | 11 stycznia 2019  | 11 grudnia 2020      |
| minister obrony narodowej         | Raimundas Karoblis     | bezp.     | 13 grudnia 2016   | 11 grudnia 2020      |
| minister pracy i opieki socjalnej | Linas Kukuraitis       | bezp.     | 13 grudnia 2016   | 11 grudnia 2020      |
| minister rolnictwa                | Bronius Markauskas     | LVŽS      | 13 grudnia 2016   | 14 maja 2018         |
| minister rolnictwa                | Giedrius Surplys       | LVŽS      | 15 maja 2018      | 20 sierpnia 2019     |
| minister rolnictwa                | Andrius Palionis       | LSDDP     | 20 sierpnia 2019  | 11 grudnia 2020      |
| minister spraw wewnętrznych       | Eimutis Misiūnas       | bezp.     | 13 grudnia 2016   | 20 sierpnia 2019     |
| minister spraw wewnętrznych       | Rita Tamašunienė       | AWPL-ZChR | 20 sierpnia 2019  | 11 grudnia 2020      |
| minister spraw zagranicznych      | Linas Linkevičius      | LSDP      | 13 grudnia 2016   | 11 grudnia 2020      |
| minister sprawiedliwości          | Milda Vainiutė         | bezp.     | 13 grudnia 2016   | 8 marca 2018         |
| minister sprawiedliwości          | Elvinas Jankevičius    | LSDDP     | 15 maja 2018      | 11 grudnia 2020      |
| minister środowiska               | Kęstutis Navickas      | LVŽS      | 13 grudnia 2016   | 7 grudnia 2018       |
| minister środowiska               | Kęstutis Mažeika       | LVŽS      | 9 kwietnia 2019   | 11 grudnia 2020      |
| minister zdrowia                  | Aurelijus Veryga       | LVŽS      | 13 grudnia 2016   | 11 grudnia 2020      |